# 地域創生科
地域創生科（ちいきそうせいか）とは、日本の後期中等教育を行う課程に設置される「専門教育を主とする学科」の一つである。

## 地域創生科設置校
- 山口県立周防大島高等学校

### 地域創生科における教育
山口県教育委員会は、山口県立周防大島高等学校に、福祉の心を持って地域に貢献する人材を育成するため、地域社会の未来を切り拓く総合的な実践力を養う新たな学習内容を取り入れた学科として設置した。

山口県立周防大島高等学校では、交流の島“屋代島（周防大島）”の豊富な教育資源を活用し、フィールドワークや探究活動など多様な学習を通して、地域に学び、福祉の心を持って地域に貢献する“人財”を育成するとしている。2コースあり福祉コースにおいて、人と人とのつながりを大切にし人びとが幸福に暮らせる地域を創造する人財を育成、ビジネスコースにおいては、地域から新たなビジネスを創造・発信する起業家精神に満ちた人財を育成するとしている。

## 地域創生科に類する学科
- 石川県立能登高等学校 地域創造科
- 福井県立若狭東高等学校 地域創造科
- 静岡県立浜松湖北高等学校 産業マネジメント科

## 参考ＵＲＬ
- 山口県教育委員会～中学生のための学校紹介・専門学科～